# Cansu Özbay

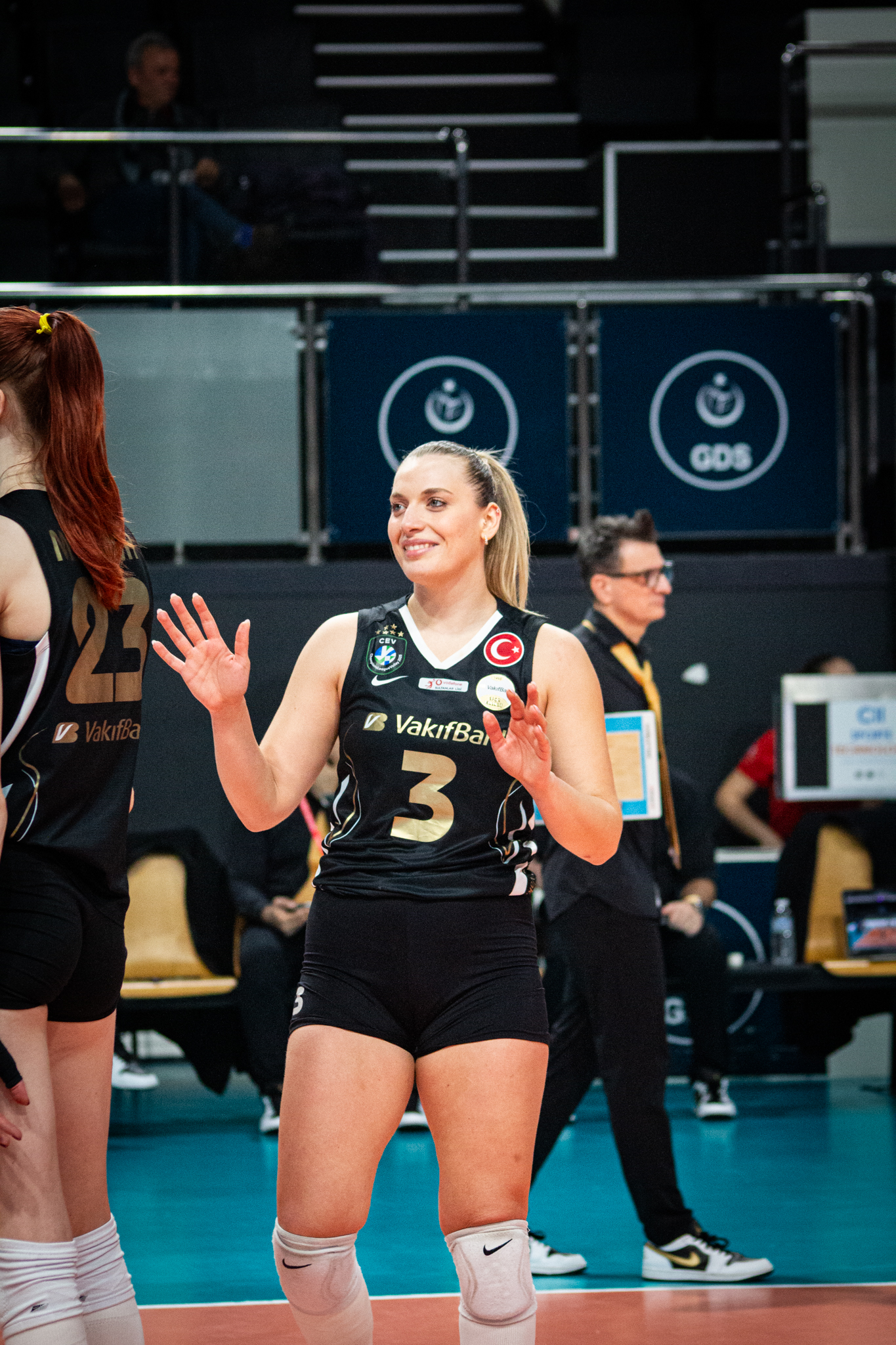
Cansu Özbay zawodniczką VakıfBanku Stambuł w sezonie 2024/2025

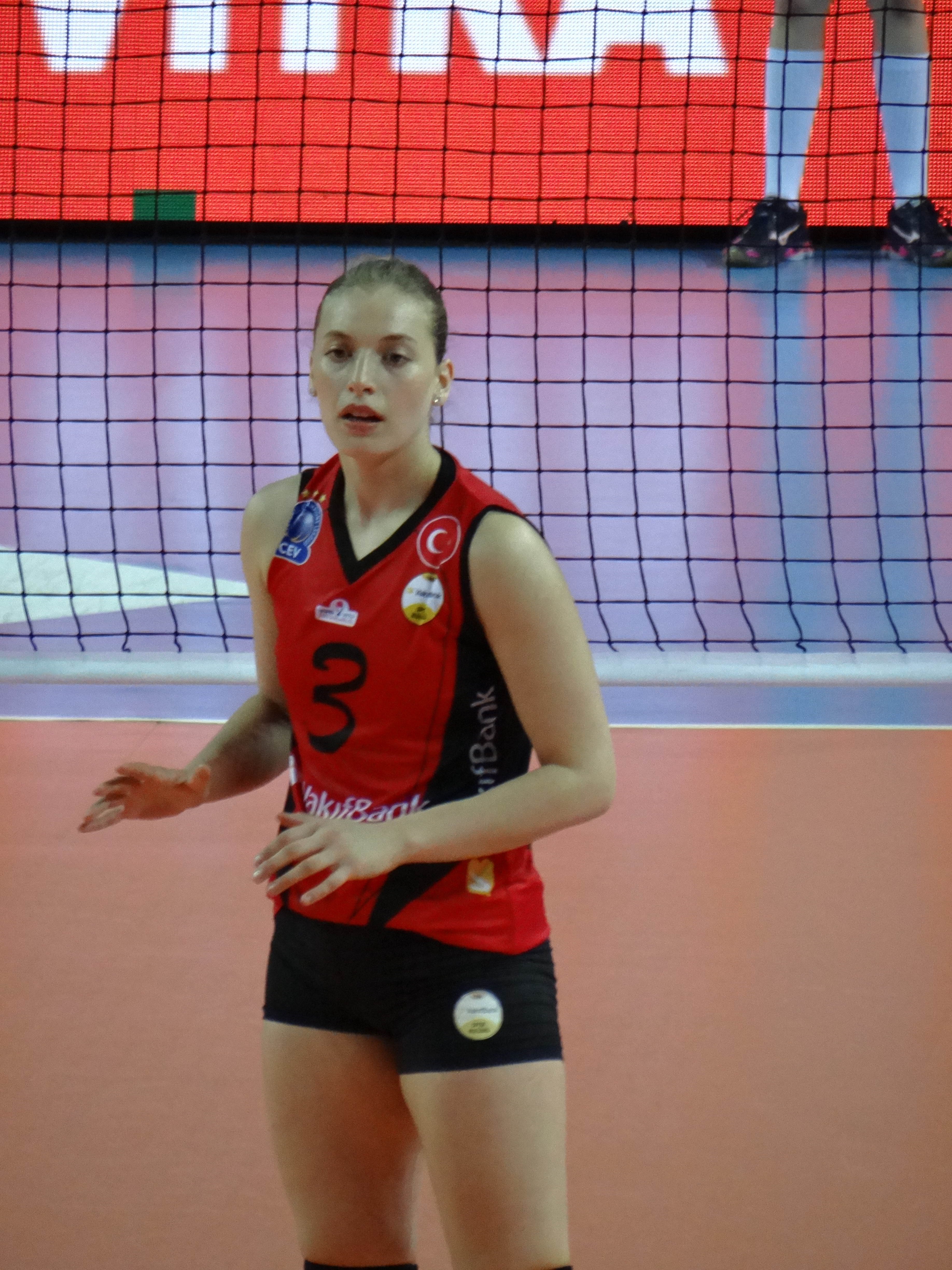
Cansu Özbay zawodniczką VakıfBanku Stambuł w sezonie 2017/2018

Cansu Özbay (ur. 17 października 1996 w Izmirze) – turecka siatkarka, grająca na pozycji rozgrywającej, reprezentantka kraju.

## Kariera klubowa
| Lata                      | Klub                 |
| 2014–2015 (do 01.2015)    | Beşiktaş Stambuł     |
| 2015–2015 (od 28.01.2015) | Nilüfer Belediyespor |
| 2015–2016                 | Beşiktaş Stambuł     |
| 2016–                     | VakıfBank Stambuł    |

## Sukcesy klubowe
Klubowe Mistrzostwa Świata:
- 2017, 2018, 2021
- 2022[3], 2023[4]
- 2016, 2019

Liga Mistrzyń:
- 2017, 2018[5], 2022[6], 2023[7]
- 2021

Mistrzostwo Turcji:
- 2018[8][9], 2019, 2021, 2022[10], 2025[11]
- 2017, 2023[12], 2024[13]

Superpuchar Turcji:
- 2017, 2021, 2023[14]

Puchar Turcji:
- 2018, 2021, 2022[15], 2023[16]

## Sukcesy reprezentacyjne
Mistrzostwa Europy Kadetek:
- 2013

Mistrzostwa Europy Juniorek:
- 2014

Liga Narodów:
- 2023[17]
- 2018
- 2021

Volley Masters Montreux:
- 2018

Mistrzostwa Europy:
- 2023[18]
- 2019
- 2021

## Nagrody indywidualne
- 2018: Najlepsza rozgrywająca ligi tureckiej w sezonie 2017/2018
- 2018: Najlepsza rozgrywająca Ligi Narodów
- 2018: Najlepsza rozgrywająca turnieju Volley Masters Montreux
- 2021: MVP Superpucharu Turcji
- 2023: Najlepsza rozgrywająca Mistrzostw Europy[19]